# On Stranger Tides (boek)
On Stranger Tides is een historische fantasyroman, geschreven in 1987 door Tim Powers. Hij werd gepubliceerd in november 1988.
Het boek werd genomineerd voor de World Fantasy Award
en de Locus Award voor de beste fantasyboek.

## Samenvatting
Het boek volgt de heldendaden van John "Jack Shandy" Chandagnac. Na het overlijden van zijn vader reist Chandagnac af naar de Nieuwe Wereld om de confrontatie aan te gaan met zijn oom, die ervandoor is gegaan met de erfenis. Tijdens zijn reis leert hij Beth Hurwoord kennen en haar vader Benjamin Hurwood, een professor uit Oxford. Onderweg worden ze overvallen door piraten. Met de hulp van de professor wordt de kapitein gedood en wordt Chandagnac gedwongen zich bij de piraten te voegen. De lezer wordt meegevoerd in een sinister plot, uitgedacht door de professor waarin zijn dode vrouw, levende dochter, de Fontein van de Eeuwige Jeugd en Zwartbaard een rol spelen. Chandagnac, tegenwoordig beter bekend als "Jack Shandy", moet een stokje steken voor de plannen van de Professor en tegelijkertijd Beth Hurwood redden.

## Invloeden op andere werken
Kim Newman baseerde de naam van een vampier in zijn Anno Dracula-serie op de hoofdpersoon uit On Stranger Tides.
Hoewel Ron Gilbert vaak heeft aangegeven dat de Monkey Island-spellen geïnspireerd zijn op de Pirates of the Caribbean-attractie in de Disneyparken, schreef hij op een blog dat de attractie weliswaar zijn inspiratie was voor de sfeer van de spellen, maar dat zijn werkelijke inspiratiebron het boek On Stranger Tides was.
Op 11 september 2009 werd op de Disney D23 Expo de officiële titel bekendgemaakt voor een vierde film in de Pirates of the Caribbean-filmserie: Pirates of the Caribbean: On Stranger Tides. Deze filmtitel sterkte de geruchten dat de film het verhaal zal volgen van het boek, waarbij in plaats van Jack Shandy Jack Sparrow de hoofdrol zal vervullen, omdat Powers de filmrechten van het boek aan Disney heeft verkocht.